# استاکلی انگلیش
استاکلی انگلیش (به انگلیسی: Stockleigh English) یک محله مدنی و روستا در بریتانیا است که در Mid Devon واقع شده‌است. استاکلی انگلیش ۶۳ نفر جمعیت دارد.